# Europastraße 391
Die Europastraße 391 (E 391) ist eine Europastraße in Russland und der Ukraine, die sich in Ost-West-Richtung erstreckt und etwa 160 km lang ist.
Sie beginnt bei Trosna in der russischen Oblast Orjol, wo die A142 von der M2 abzweigt. Von dort verläuft sie südwestwärts entlang der A142 und passiert dabei die Städte Schelesnogorsk und Dmitrijew-Lgowski, bis sie schließlich bei Chomutowka in die M3 mündet. Kurz darauf überquert sie die ukrainische Grenze und verläuft von nun an als M 02 bis zur Stadt Hluchiw.
Die Europastraße 391 verbindet somit die auf weiten Strecken parallel zueinander verlaufenden Europastraßen E 101 und E 105 und stellt eine Alternativroute zur viel befahrenen Strecke Moskau–Kiew dar.